# ازدحام جمعیت در جشنواره استروورلد
ازدحام جمعیت در فستیوال استروورلد (انگلیسی: Astroworld Festival crowd crush) در ۵ نوامبر ۲۰۲۱، در اولین شب جشنواره استروورلد، یک جشنواره موسیقی در هیوستون تگزاس، که توسط خواننده رپ آمریکایی تراویس اسکات اجرا می‌شد، با ازدحام جمعیت حادثه‌ای رخ داد و ۸ نفر در طی این حادثه جان باختند. علت این واقعه همچنان در دست بررسی است. ۲۵ نفر دیگر در بیمارستان بستری شدند و بیش از ۳۰۰ نفر به‌دلیل جراحات در بیمارستان صحرایی در محل مورد مداوا قرار گرفتند.

## قربانیان
حداقل ۸ نفر از سنین ۱۴ تا ۲۷ ساله در این حادثه جان خود را از دست دادند، ۲۵ نفر دیگر به بیمارستان‌های منطقه منتقل شدند، از جمله ۱۱ نفر که در وضعیت ایست قلبی قرار گرفته بودند. در مجموع، بیش از ۳۰۰ نفر به دلیل جراحات در یک بیمارستان صحرایی در محل تحت درمان قرار گرفتند. شهردار سیلوستر ترنر گفت که بیشتر صدمات در یک محدوده خاص رخ داده‌است.